# あなたがここにいてほしい (ピンク・フロイドの曲)
「あなたがここにいてほしい」（英語: Wish You Were Here）は、イギリスのロックバンド、ピンク・フロイドの楽曲。1975年に発売された『炎〜あなたがここにいてほしい』に収録  。デヴィッド・ギルモアとロジャー・ウォーターズが曲を書き、ギルモアがリードボーカルを担当。
2021年、ローリング・ストーン誌の選ぶオールタイム・グレイテスト・ソング500で302位にランクされた 。
クラシック・ロックのラジオ局で人気が高く、2021年ニューヨークの放送局Q104.3のリスナーからクラシック・ロック・ランキングで18位に選ばれている 。

## 構成
オリジナルのアルバムバージョンは、ひとつ前の曲「葉巻はいかが」のエンディングから、いくつかのラジオ局（ラジオの音やチャイコフスキーの第4交響曲のフィナーレなどが聴ける）を経て選局されたかのように処理されている 。ラジオから流れてきたかのようなギルモアの12弦ギターのイントロの後、より鮮明なアコースティックギターのソロが続く。それはラジオを聴きながら演奏しているかのようにミックスされ、その後の進行とともに"ラジオ放送"は消えギルモアのヴォーカル・他のパートが加わる 。ギルモアがスキャットの伴奏でソロを演奏する前に、イントロリフが数回繰り返される。そして、表情豊かなボーカルとバックボーカルをフィーチャーした3番の歌詞が続く。歌の後、最後のソロは風の効果音と共にフェードアウトし、ラストの「クレイジー・ダイアモンド」後半パートに続く。
心情的に、この曲はシド・バレットへの直接の賛辞であると考えられがちだが、ドキュメンタリー『The Story of Wish You Were Here(英語版)』では、ギルモアとウォーターズが異なる解釈を述べている。歌詞を主に書いたウォーターズは、彼の歌詞がしばしばそうであるように、自分自身に向きあい、存在と真実の経験を得るために自らを解放することが、この曲の主題であると言及している。一方ギルモアは、シド・バレットを思い出さずにこの曲を演奏することは決してないと理解している。のちにウォーターズは、この曲はそれでもまだ解釈の余地があると付け加えた 。
ギルモアとウォーターズ二人とも、ピンク・フロイドの最高の曲の1つとして賞賛している。ウォーターズは、この曲でのコラボレーションは「本当に良い。細かいところも本当に、本当に良い。とても嬉しい。」と述べている 。ギルモアは、「とてもシンプルなカントリー・ソング」とふざけて呼ぶが、「その反響と感情的に考えれば、私たちの最高の曲の1つだ」と述べている 。

## 録音
「あなたがここにいてほしい」は、アルバム全体のセッションの一部としてEMIレコーディング・スタジオで録音された。
注目すべきは、ステファン・グラッペリの参加案で、当時人気のユーディ・メニューインとのコラボレーションで同スタジオの階下でレコーディングしていたため、ギルモアは曲の最後に彼の演奏で「カントリーフィドル」を入れることを提案した 。しかし最終的には、ほとんど削除することが決定された  。
2011年発売されたボックスセットには、グラッペリのパートがかなりフューチャーされた別バージョンが収録されている。

## ライブパフォーマンス
1977年ツアーにおいて『炎〜あなたがここにいてほしい』がアルバムを通してセットリストに加わり、「あなたがここにいてほしい」は初めて演奏された。その後10年近くライブ演奏されなかったが、1987年再登場の後は定番となり、ほとんどのコンサートで演奏されている。1977年の公演では、ギルモアはアコースティックギターの代わりにフェンダー・ストラトキャスターを演奏し、スノーウィー・ホワイトは12弦のオベーションアコースティックギターを演奏した。ニック・メイスンがステージ上のトランジスタラジオを地元のラジオ局に合わせアルバムの実音源につなげ、リチャード・ライトが風の効果音とともにピアノコーダを演奏し、ロジャー・ウォーターズは最後の歌のバックボーカルに加わった。ライブバージョンは『Pulse』に収録されており、ギルモアはギブソンJ-200アコースティックギターを演奏し、12弦パートはツアーギタリストのティム・レンウィックが担当した。ピンク・フロイドがロックの殿堂入りしたとき 、ギルモアとライト（メイソンは聴衆にいた）はプレゼンターのビリー・コーガン（リズムギター）と一緒にこの曲を演奏した。
ギルモアはこの曲を自身のツアーでも演奏し、『Live In Gdańsk』と『Live At Pompeii』にライブバージョンが収録されている。
ウォール・ライブを除いて、ウォーターズはソロアクトとしてツアーのすべてで演奏している。ピンク・フロイドではギルモアが歌っていたリードボーカルを、ツアーバンドのメンバーではなく、ウォーターズが歌う数少ない曲（「タイム」や「ようこそマシーンへ」を含む）の1つ。ライブバージョンは、ライブアルバムとコンサートフィルム『イン・ザ・フレッシュ』および『RogerWaters：Us + Them』に収録されている。
2005年ウォーターズはエリック・クラプトンとツナミエイドでこの曲を演奏し、ライブ8では元のバンドメンバーに加わり、ピンクフロイドの4曲を一緒に演奏した。ウォーターズとギルモアはリードボーカルを分け合った  。
2014年12月13日、ギルモアはアールス・コート・アリーナでボンベイ・バイシクル・クラブのコンサートのゲストで、そのライブは解体前の最後のイベントだった。メンバーのジェイミー・マッコールはギルモアを「この男は私に最初のギターをくれ、この会場で演奏した最初の人の一人でした。私のカウントでは、ここで27回以上演奏しています。」と紹介し、「あなたがここにいてほしい」の前に、彼らの曲「リンス・ミー・ダウン」を共演した 。

## ピンク・フロイドの他のバージョン
- 1981年 ベストアルバム『時空の舞踏』収録 - 編集でつなげられた「クレイジー・ダイアモンド」後にラジオのSE付
- 2001年ベストアルバム『エコーズ〜啓示』収録 - 「アーノルド・レーン」に続くラジオのSE、エンディングに「ジャグバンド・ブルース」とのクロスフェード[16]

## 演奏
- デヴィッド・ギルモア– リードボーカル、ハーモニーボーカル、スキャット、アコースティックギター（マーティン D-35）、12弦アコースティックギター（マーティン D12-28）[17][信頼性要検証]、ペダル・スティール・ギター、テープエフェクト
- ニック・メイスン – ドラム、テープエフェクト
- ロジャー・ウォーターズ – ベース、テープエフェクト
- リチャード・ライト – スタインウェイ・ピアノ、ミニモーグ

## シングル　あなたがここにいてほしい（ライブ）
「 WishYouWere Here（Live） 」は、ピンク・フロイドの9枚目のスタジオアルバム『あなたがここにいてほしい』収録のタイトルトラックのライブ録音で、3枚目のライブアルバム『Pulse』に収録された。「WishYouWere Here（Live）」は、1995年7月20日にイギリスとヨーロッパでシングルとしてリリースされた。

### トラックリスト
| #  | タイトル                       | 作詞 | 作曲・編曲 | 時間 |
| -- | ------------------------------ | ---- | ---------- | ---- |
| 1. | 「Wish You Were Here (Live)」  |      |            | 5:40 |
| 2. | 「Coming Back to Life (Live)」 |      |            | 6:40 |

| #  | タイトル                       | 作詞 | 作曲・編曲 | 時間 |
| -- | ------------------------------ | ---- | ---------- | ---- |
| 1. | 「Wish You Were Here (Live)」  |      |            | 5:40 |
| 2. | 「Coming Back to Life (Live)」 |      |            | 6:40 |
| 3. | 「Keep Talking (Live)」        |      |            | 6:54 |

| #  | タイトル                      | 作詞 | 作曲・編曲 | 時間 |
| -- | ----------------------------- | ---- | ---------- | ---- |
| 1. | 「Wish You Were Here (Live)」 |      |            | 5:40 |

## カバーバージョン

### ワイクリフ・ジョンバージョン
「WishYouWere Here」は、ハイチのラッパー ワイクリフ・ジョンの2枚目のスタジオアルバム『The Ecleftic：2 Sides II a Book』（2001）からシングルとしてリリースされた。 2001年11月26日にリリース後、UKシングルチャートの28位を記録、ドイツ・アイルランド・ノルウェー・スイスでトップ50にランクイン。

#### トラックリスト
UK CD single 
1. "Wish You Were Here" (radio edit) – 4:04
2. "No Woman, No Cry" (album version) – 4:33
3. "911" (live) – 4:23
4. "Wish You Were Here" (video)

UK cassette single (672156 4)
1. "Wish You Were Here" (LP version) – 4:08
2. "Perfect Gentleman" (remix radio edit) – 3:59

European CD single (COL 671952 1)
1. "Wish You Were Here" (radio edit) – 4:04
2. "911" (live) – 4:23